# Вентурини, Серж
Серж Вентурини (фр. Serge Venturini; род. 12 октября 1955, Париж) — французский поэт, произведения которого проникнуты идеей devenir («становление») через целый ряд метаморфоз. Рассматривая человеческую судьбу сквозь призму постчеловека и трансгуманизма, поэт пришёл к концепции трансвидимого.

## Биография
Серж Лаврентович Вентурини пишет стихи и преподает французский язык в департаменте Валь-д’Уаз с 1996 года, когда он вернулся во Францию, проведя несколько лет в Ливане (1979-81) и Марокко (1981-84). После непродолжительного пребывания во Франции (1984-87), он находился в Армении (1987-90) и Польше (1990-96) по специальному поручению французского министерства иностранных дел.
Мать Сержа (родом из Фильине-ди-Прато) чередовала зарабатывание на жизнь шитьем с уборкой на дому, а отец (родом из Рютали) работал картографом в Национальном географическом институте в будние дни, посвящая праздники, вместе с братом Жаном, игре на гитаре и пению на всяческих торжествах, проводимых корсиканским землячеством в Париже в пятидесятых годах. Детство Сержа прошло неподалёку от Музея Родена в 7-м округе Парижа. С 1955 по 1979 год он проживал по адресу улица Русле, дом 3, где произошло первое знакомство с трудами и произведениями Гераклита, Эмпедокла, Артура Рембо и Фридриха Ницше. Серж начал писать в пятнадцатилетнем возрасте.
Poésie du devenir («поэзия становления») Сержа Вентурини, написанная «сверкающим как молния и прозрачным как кристалл» языком, по выражению открывшей поэта Женевьевы Кланси, написана под влиянием Пьера Реверди, и даже в большей степени Рене Шара, находясь на стыке поэзии и прозы, политики и философии. Так, во всяком случае, считают Ив Бонфуа, Андре дю Буше, Абдельлатиф Лааби и Лоран Терзиев.
Его сборники посвящены «борьбе за бытие». Воздух, земля, вода и, в первую очередь, огонь занимают особо важное место в его произведениях. Основу повседневного бытия поэта составляет стремление к мятежной речи со все более освобождающимся от оков изложением мыслей. Он излагает суть своей «поэзии становления» в первой «Книге озарения» (1976-99), где под вопрос ставится идея гуманизма.
Во второй «Книге озарения» (2000—2007) эти размышления приводят поэта к идее пост-гуманизма. В настоящее время поэт работает над третьей книгой, где рассматривается концепция трансгуманизма. К концу 2007 года Серж Вентурини заложил основы теории, согласно которой между видимым и невидимым проскакивает краткое как вспышка видение или, иными словами, «трансвидимое». Как писал сам поэт:
Черный подземный огонь пожирает белые кости мертвецов.
За моим именем скрывается воистину военная машина.
Мое Слово написано не пером. ― Это острым лезвием.― Серж Вентурини, Fulguriances [Вспышки молнии], № 79, стр. 28

## Трансвидимое
Понятие „трансвидимое“ составляет суть теории, согласно которой между видимым и невидимым миром существует эдакое видение, столь же скоротечное как вспышка молнии.
Для полного понимания этой теории, которая ещё находится в стадии становления, необходимо обратиться к другим ключевым составляющим трансвидимого; мы по-прежнему находимся в поисках выхода из пещеры Платона и мы до сих пор принимаем видимость реальности за саму реальность в мире, застрявшем в обманчивости образов, где их отсутствие воспринимается как признак нереальности, несоответствия истине и, следовательно, фальши, где сама реальность становится фикцией — в „мире воистину перевернувшемся сверху вниз“, как однажды выразился Ги Дебор, где виртуальный мир превратился в реальный.
Первым из этих составляющих является „пост-гуманизм“, последовавший за гуманистическим движением эпохи Ренессанса Италии. На смену пост-гуманизма приходит следующий этап — „трансгуманизм“ как логическое продолжение последнего. При этом напрашивается аналогия с введенным Данте понятием transhumanar, означающее „переходить за пределы человечности“ или, по выражению Ницше, „за пределы добра и зла“.
Если прибегать к символам, трансвидимое может быть представлено как стрела, выпущенная из видимого и исчезающая в невидимом. В категориях философии становления и эволюции, трансвидимое можно представить как момент времени между тем, что уже перестало быть и тем, что ещё не наступило — момент, обладающий свойствами сна, когда разум переходит из дневного подсознательного состояния в вечернюю дрему и, временами, в предвещающий сон. Согласно Анри Бергсону, сознанию свойственно цепляться за то, что перестало быть с тем, чтобы можно было заглянуть в будущее.
Вода тоже может послужить прекрасной метафорой для перехода из жидкого состояния (видимое) в парообразное (невидимое). То же самое можно сказать о ветре, когда мы даже не замечаем вызываемый им шелест листьев или, с другой стороны, когда ни один листик не шелохнется и вдруг ветер омывает лицо как луч света. Или же, из совершенно другой области, после того как традиционная практика производства банковских операций канула в лету, деньги как воплощение стоимости становится все более абстрактной, если не в полном смысле слова виртуальной и трансвидимой субстанцией.
Вот почему так трудно объяснить, насколько скоротечен переход от видимого глазу и уму мира в невидимый, как это реализуется в используемом в кино приёме съемки в затемнение и из затемнения, когда на смену постепенно исчезающего кадра все чётче и чётче формируется следующий кадр. То же самое происходит в музыке, когда одна тема сменяется другой.
Ситуацию, в которой наука переплетается с искусством, можно наглядно проиллюстрировать на примере флорентийского инженера Маурицио Серачини. В качестве специалиста по инфракрасной рефлектографии он положил начало реставрации работ Леонардо да Винчи, успешно использовав последние достижения в данной области, что позволило ему обнаружить один из первых рисунков мастера под незаконченной картиной „Поклонение волхвов“. Представление взору иной реальности под видимостью изображения реальных предметов и есть встреча с трансвидимым. На способность видеть за пределами наших ощущений указал ещё Пабло Пикассо, когда он заявил о „необходимости увидеть картину под реально написанным полотном“.
Таким образом, в промежутке между бытием и небытием, в мире, где коммуникация все больше дематериализуется со временем, сторонники рационального мировосприятия видят во всем этом ничто больше чем выражение неопределенного, невероятного или неподдающегося описанию, тем самым отказываясь принимать участие в рассмотрении данной проблемы. Все то, что не может быть четко выражено, лишено логики и, следовательно, не заслуживает быть предметом какого-либо рассмотрения.
Тем не менее появлялись мыслители вроде Мерло-Понти, которые на том или ином этапе жизненного пути увлекались идеей взаимосвязи между видимым и невидимым. В своих философских трудах он даже указывал на то, что такая взаимосвязь временами приобретает форму „ощущаемой плотью глубины“ (profondeur charnelle). Поэты также предпринимали попытки воплощения трансвидимого во плоти. Всяческая пустота и все, что не поддается осмыслению, таят в себе несчётные возможности в этом отношении. Для того, чтобы невидимое обрело прозрачность, нужно обладать способностью видеть или, иными словами, зрительно воспринимать переход от непрозрачного к прозрачному. Открытость таких миров также должна быть доведена до людей с рациональным мировосприятием, отказывающихся впадать в рассуждения о подобных вещах. Будучи носителями концепции трансвидимого, переходящие из одного мира в другой поэты призваны класть свой дар красноречия на алтарь этой идеи. На пересечении границы между видимым и невидимым, трансвидимое преобразует само время.